# Polderdistrict Tieler- en Culemborgerwaarden
Het Polderdistrict Tieler- en Culemborgerwaarden was een waterschap in de provincie Gelderland. Het waterschap werd op 1 januari 2002 opgenomen in het nieuw gevormde waterschap Waterschap Rivierenland.
Het Polderdistrict Tieler- en Culemborgerwaarden bestond uit het gebied omsloten door dijkring 43.

## Geschiedenis
Het Polderdistrict Tieler- en Culemborgerwaarden is in 1983 ontstaan. Het waterschap had de volgende rechtsvoorgangers:
- Polderdistrict Tielerwaard
- Polderdistrict Lek en Linge